# 水聳淒坑
水聳淒坑，是新北市坪林區的一個地名，位於該區中部偏北，範圍大致為水德里中西部。

## 歷史
台灣清治末期，水聳淒坑地區為一街庄，稱為「水聳淒坑庄」，隸屬於文山堡。該庄北隔北勢溪與坪林尾庄、坑仔口庄、大粗坑庄為鄰，東與厚德崗坑庄為鄰，南邊為九芎林庄為鄰，西邊為魚堀庄。
1901年（日治明治三十四年）11月，該庄隸屬於深坑廳，編入第十一區。1903年（明治三十六年）4月，第十一區的全部街庄及第十二區的九芎林庄部分合併為「坪林區」。1920年（大正九年），該庄改制為「水聳淒坑」大字，隸屬於臺北州文山郡坪林庄，大字下有「水聳淒坑」、「大湖尾」、「苦苓腳」、「磨壁潭」小字名。
戰後坪林庄改制為坪林鄉，隸屬於臺北縣，大字亦改制為村。2010年（民國99年）12月，臺北縣升格為新北市，坪林鄉改制為坪林區，村改制為里。

## 交通
國道5號又稱「北宜高速公路」，大致以西北—東南走向經過水聳淒坑地區，除最西北端一小段外，皆屬雪山隧道範圍。坪林交流道位於北側境外不遠處，為距離本地區最近的交流道。
省道台9線屬於「北宜公路」的一部分，經過本地區西北端，由此往南可前往礁溪、宜蘭、羅東等地，往北過坪林橋轉西可前往新店、台北等地。
市道106乙線是連絡木柵、坪林的道路，其南側端點即位於本地區西北端該道路與省道台9線交會處，由此過坪林拱橋往北可前往石碇、深坑、木柵等地。

## 公共設施
- 坪林茶業博物館
  - 坪林虎字碑（原碑現置館內）